# Broedertrouw (schip, 1882)
De Broedertrouw is een Stevenklipper, dus een Klipper met een steven onder de kluiverboom, die bij de Bruine vloot hoort. Haar ENI nummer is 03170230.
De thuishaven van de Broedertrouw is Hoorn. Het schip zeilt voornamelijk op het IJsselmeer en het Markermeer. Een keer per jaar, meestal in augustus, vindt de zogenoemde Waddentocht plaats. Hierbij worden verschillende eilanden zoals Texel en Vlieland aangezeild. Ook droogvallen staat hierbij op het programma. Verder doet het schip elke jaar aan verschillende wedstrijden, zoals de Klipperrace, de Beurtveer en de Bontekoerace mee.

## Technische gegevens
- Bouw: 1882
- Werf: C v/d Giessen, Stormpolder, Krimpen a/d IJssel
- Lengte: 34 meter
- Brede: 6.30 meter
- Zeiloppervlak: 347 m2
- Dagtocht: 45 personen
- Slaapplaatsen: 32 personen
- Vierpersoons hutten: 5 stuks
- Tweepersoons hutten: 5 stuks
- Douches: 3 stuks
- Toiletten: 3 stuks